# Даулетабад-Донбезьке газоконденсатне родовище
Даулетаба́д-Донбе́зьке газоконденса́тне родо́вище розташоване у Туркменістані в Амудар'їнській газонафтоносній провінції. Відкрите в 1974 році, розробляється з 1985 року.

## Характеристика
Колектори — пісковики. Потужність продуктивного (шатликського) горизонту 4-40 м. Поклади ГВК розташовані на рівні 2711-3450 м. Середня ефективна потужність пласта 8,5-17,7 м, газонасиченість 70 %. Початковий пластовий тиск 35-39,5 МПа. Вміст конденсату 5,8-16,0 г/м3. Склад газу (%): СН4 90-96; СО2 до 3,3; Н2 до 0,29; N2 до 6,9.
Видача продукції родовища відбувається по газопроводах Довлетабад — Дер'ялик, Довлетабад — Мари та Довлетабад — Хангіран — Сангбаст.